# Rote Zweizahnbiene
Rote Zweizahnbiene (Dioxys cincta), auch Stumpfe Zweizahnbiene, ist eine solitäre Wildbienenart der Gattung Dioxys. Die Art wurde erstmals 1807 von Louis Jurine beschrieben.

## Etymologie
Der wissenschaftliche Name kommt von lat. cincta = „gegürtelt“, wegen der Haarbinden auf dem Abdomen. Der deutsche Name „Stumpfe Zweizahnbiene“ kommt daher, dass der Endrand des letzten Tergits beim Weibchen anders als bei den anderen in Mitteleuropa heimischen Vertretern der Gattung gerade abgestutzt ist.

## Aussehen
Die Bienen haben eine Länge von 8–12 mm. Am ersten und am zweiten Tergit haben sie eine rote Färbung.

## Verbreitung und Lebensraum
Die Rote Zweizahnbiene ist in Nordafrika, Süd- und südlichem Mitteleuropa, unter anderem auch in der Schweiz und in Österreich verbreitet. In Deutschland wurde die Art erstmals 2019 in Brandenburg, in zwei Gebieten südlich und westlich von Berlin nachgewiesen. Inzwischen wurde die Art auch bei Dresden gefunden, was darauf hinweist, dass sich die Art auszubreiten scheint.
Sie bevorzugt Trockenstandorte wie Steinbrüche und Kiesgruben.

## Lebensweise
Die Art ist univoltin. Die Flugzeit ist von April bis Juli.

### Fortpflanzung
Es handelt sich um eine Kuckucksbiene, einen Brutparasiten. Sie legt ihre Eier in die Brut verschiedener Mörtelbienen wie Megachile parietina, Megachile pyrenaica, Hoplitis adunca oder Hoplitis anthocopoides. Die Larve frisst die Eier oder die Larven der Wirtsart und ernährt sich dann von Vorräten, die für die Larven der Wirtsart angelegt wurden.